# Johan Wagenaar
Johan Wagenaar (ur. 1 listopada 1862 w Utrechcie, zm. 17 czerwca 1941 w Hadze) – holenderski kompozytor, dyrygent, organista i wykładowca muzyki. Centralna postać życia muzycznego w Utrechcie. Często koncertował z Chórem Toonkunst, z którym wykonywał holenderskie premiery wielu zagranicznych utworów), dawał też recitale organowe, spotykając się z powszechnym uznaniem za interpretacje Bacha oraz za improwizacje.

## Życiorys
Johan Wagenaar urodził się w Utrechcie jako czwarte z sześciorga pozamałżeńskich dzieci sędziego Cypriaana Bergera van Hengsta i jego byłej pokojówki Johanny Wagenaar. W wieku trzynastu lat rozpoczął naukę w szkole muzycznej Utrechtse Toonkunstmuziekschool w rodzinnym mieście, w której pobierał lekcje kompozycji i gry na organach u Richarda Hola, organisty w miejscowej katedrze. Po ukończeniu studiów w 1885 roku otrzymał posadę nauczyciela gry na fortepianie w Utrechtse Toonkunstmuziekschool, kontynuując jednocześnie studia organowe u Samuela de Lange. W 1892 doskonalił swoje umiejętności z kontrapunktu u Heinricha von Herzogenberga w Berlinie.
Razem z Bernardem Zweersem i Alphonsem Diepenbrockiem Wagenaar ożywił rolę kompozytora w holenderskim życiu muzycznym. Aby uczynić muzykę holenderską bardziej popularną, często wykorzystywał w swych dziełach wątki humorystyczne.
Przez większą część swojej kariery artystycznej Wagenaar podążał śladami Richarda Hola: w 1888 roku zastąpił go na stanowisku organisty katedry w Utrechcie, w 1896 na stanowisku dyrektora szkoły muzycznej, a po śmierci Hola w 1904 został dyrygentem chóru Toonkunst w Utrechcie. Prowadzone pod jego batutą koncerty chóru obejmowały koncertowe wykonania oper, np. Borys Godunow Modesta Musorgskiego. Za zasługi dla życia kulturalnego Utrechtu otrzymał w 1916 tytuł doctor honoris causa Uniwersytetu w Utrechcie (De Rijksuniversiteit van Utrecht).
W 1919 roku Wagenaar przeprowadził się do Hagi, gdzie objął stanowisko dyrektora Królewskiego Konserwatorium (Koninklijk Conservatorium). Zachował jednak nadal silne związki z rodzinnym miastem. Lokalne towarzystwo artystyczne, Shelfishclub (późniejszy Muzikale Kring), stało się tematem niektórych jego muzycznych żartów, zwłaszcza kantaty De schipbreuk (Wrak statku, 1889), oraz oper De doge van Venetië (Doża z Wenecji, 1908) i De Cid (Cyd, 1916).
Wagenaar był konserwatywnym przedstawicielem tradycji orkiestry romantycznej. Był też zaangażowanym pedagogiem; wykształcił wielu uczniów, m. in: Petera van Anrooy, Emile'a Enthovena, Bernarda Wagenaara, Alexandra Voormolena, Léona Orthela i Willema Pijpera.
Johan Wagenaar był żonaty z Diną van Valkenburg, z którą miał dwie córki, pianistkę Nelly (1898–1985) oraz pianistkę i kompozytorkę Johannę (1900–1990).

## Twórczość
Johan Wagenaar żył częściowo w epoce postromantyzmu, ale jako kompozytor pozostał bezkompromisowo romantyczny aż końca życia. Jego muzyka pod względem brzmienia podobna była w dużej mierze do muzyki Richarda Wagnera, a także Johannesa Brahmsa i Hectora Berlioza. Wagenaar czasem był porównany z Richardem Straussem, ale jego muzyka była konsekwentnie diatoniczna z rzadka wykorzystująca sekwencje chromatyczne czy inne zasady organizacji dźwięków, nawet w granicach przyjętych romantycznych ograniczeń. Wagenaar nigdy nie napisał symfonii jako takiej, skomponował natomiast Sinfoniettę (1917). Jego ulubioną formą muzyczną był poemat symfoniczny. Do jego najbardziej znanych kompozycji należą: fantazja na orkiestrę Levenszomer (1903) wspomniana kantata De schipbreuk, uwertury Cyrano de Bergerac (1905) i De getemde feeks (Poskromienie złośnicy, 1909) oraz poematy symfoniczne Saul en David (1906) i Elverhöi (1940).
Choć muzyka Wagenaara bywa określana jako konserwatywna, to dzięki swej doskonałej jakości wyróżnia się na tle twórczości innych rówieśników kompozytora, będących jedynie naśladowcami niemieckich kompozytorów jak Wagner czy Brahms.

## Dzieła (wybór)[4]

### Utwory orkiestrowe
- Frithjof's Meerfahrt – utwór koncertowy op. 5
- Uwertura Frühlingsgewalt op. 11
- Romantisch intermezzo op. 13 (1894)
- Levenszomer – fantazja op. 21 (1903)
- Uwertura Cyrano de Bergerac op. 23
- Saul i David – poemat symfoniczny op. 24 (wyd. 1929)
- Uwertura do Poskromienia złośnicy Shakespeare'a op. 25 (wyd. 1929)
- Voorspel De Cid op. 27 (rok ?)
- Sinfonietta op. 32 (1917)
- Wiener Dreivierteltakt Rythme de la vie viennoise op. 38 (1929)
- Uwertura Amphitrion op. 45 (1938)
- Uwertura do komedii La principessa filosofa Gozziego op. 59 (1932)
- Elverhöi – poemat symfoniczny op. 48 (wyd. 1940)

### Muzyka kameralna
- Larghetto na obój i orkiestrę kameralną op. 40 (1934)
- Larghetto na obój i fortepian op. 40 (1934, popr. 1936)
- Intrada in antieken stijl op. 43, nr. 11 (1934)

### Utwory fortepianowe
- Marsch van de Utrechtse Shelfish-club (1889)
- Impromptu à la mazurka (wyd. 1890)
- Wiener Walzer op. 8
- Fancy-fair wals op. 8
- Wals Men zeilde lekkertjes op. 8a
- De doge van Venetië – sześć transkrypcji na fortepian op. 20

### Utwory organowe
- Introductie en fuga op. 3 (1885)
- Inleiding en fuga over een Russisch thema op. 47 (rok ?)
- O Haupt voll Blut und Wunden: koraalharmonisatie en fughette op. 12 no. 1

### Utwory wokalne
- De fortuinlijke kist – singspiel na 6 głosów kobiecych i fortepian op. 29
- Musicien qui chantez – na chór mieszany op. 30 (1931)
- Aveux de Phèdre: scène tirée de la tragédie Phèdre de Jean Racine – na sopran i orkiestrę op. 41 (1935)
- De Schipbreuk- aranżacja na głosy solowe, chór i orkiestrę (opr. 1989, Geert van Keulen)
- Drie canons – na chór kobiecy op. 28 (rok ?)
- Hans und Grethe : Fughette für dreistimmigen Frauenchor op. 22 (rok ?)
- Zweedsche - Lucifers - Marsch – na chór męski i orkiestrę (rok ?)
- Calme des nuits – na chór (rok ?)